# 에이젠더

에이젠더 깃발

에이젠더(Agender)는 젠더퀴어 성정체성의 한 종류이다. 없음을 뜻하는 접두사 A-와 사회문화적 성별을 지칭하는 gender로 이루어진 합성어로, 젠더가 없음을 뜻한다. 이들은 자신의 성별이 없다고 생각하는 젠더 정체성을 가지고 있다. 

## 다른 정체성과의 구분
젠더리스
에이젠더는 자신의 성별이 없다고 생각하는 젠더를 가진 것이고, 젠더리스는 젠더 자체가 존재하지 않는다. 화장지로 비유했을 때 화장지는 없는데 화장지 심만 있는 쪽은 에이젠더이고, 화장지 심조차 없는 상태는 젠더리스이다.

뉴트로이스
에이젠더와의 공통점은 자신이 남자도 여자도 아니라고 느끼는 것이지만, 에이젠더가 젠더가 없는 젠더를 가진 것과는 다르게 뉴트로이스는 어떠한 제3의 성의 젠더를 가지고 있다. 간단히 말해 남자를 파란색, 여자를 빨간색으로 놓을 때, 에이젠더는 젠더가 없는 상태이기 때문에 흰색으로 놓을 수 있다. 그러나 뉴트로이스는 흰색일 수도 있지만 보라색, 노란색일 수도 있다는 것이 다르다.

## 다른 지향성과의 구분
에이섹슈얼(무성애)
에이젠더는 성별 정체성이고, 에이섹슈얼은 성적 지향이기 때문에 서로 다르다. 성별 정체성은 '거울 앞에 섰을 때 자신이 보고 싶은 모습이 어떤 성별의 모습인지'에 대한 개념이고, 성적 지향은 '어떤 성별에게 성적으로 끌려, 성적 행위를 하고 싶다는 생각이 드는지' 에 대한 개념이다.

## 실존 인물
- 노리 메이-웰비